# من أجل عيون كاترين (مسلسل)
لأجل عيون كاترين مسلسل درامي تونسي يتكون من ثلاثين حلقة، عُرض في رمضان سنة 2012 على قناة نسمة، وهو من تأليف رفيقة بوجدي وإخراج حمادي عرافة.
جرى تصوير المسلسل في هرقلة، التي تقع في ولاية سوسة بالساحل التونسي، حيث تدور أحداثه في الفترة التي سبقت الثورة التونسية سنة 2011، وما رافق ذلك من القضايا الاجتماعية التي تميز المجتمع التونسي أبرزها الهجرة غير الشرعية والبطالة والتفكك الأسري.

## القصة
تدور أحداث المسلسل في إحدى قرى الساحل التونسي على ضفاف البحر، حيث يعمل معظم سكانها كبحارة وتختلف ظروفهم ومشاكلهم.
الرّايس نور الدين، قبطان سفينة صيد كبيرة ويعمل العديد من أبناء قريته تحت قيادته في الصيد البحري، وهو معروف بكرمه وسخائه. يسئم عدم إنجابه لولد يحمل إسمه ويرث ممتلكاته، حيث أنه لديه سبع بنات، فيقرر طلاق زوجته والزواج من صديقة ابنته، الأصغر منه سنًا (نزيهة) لكي يتمكن من إنجاب ولد. كما يواجه الرّايس نور الدين العديد من المشاكل بسبب طباعه المحافظة، حيث يرفض تزويج أي من بناته قبل زواج ابنته الكبرى (قمر)، رغم عدم وجود أي عرض زواج لهذه الأخيرة، مما يجعله يتعرض إلى مشاكل هروب ابنته رفيقة مع رجل إيطالي، وزواج ابنته جميلة من أحد بحارته ضد رغبته، وتعرض ابنتيْه قمر وراضية للاحتيال من قبل بحارته الآخرين. كما تواجه ابنتاه آمال ونادية مضايقات من قبل الشرطة أثناء دراستهما في العاصمة، بسبب معارضة آمال للنظام.
من جانب آخر، تعمل سلمى العوام مدلكة في حمام نساء القرية، لكن وضعها المالي يجبرها على البحث عن عمل آخر بعد أن تركها زوجها، حيث تضطر للعمل مدلكة في أحد الفنادق السياحية بالقرية رغم رفض شقيقها الأكبر رشيد، الذي يعمل بحاراً. تُعاني سلمى من مشاكل ابنها صبري الذي يحاول الهجرة بطريقة غير شرعية مع ابن خاله عبد الغفار وصديقه خالد، حيث ينتهي الأمر به غرقاً في البحر، كما تواجه انتقادات من أهل القرية بسبب عملها واتهامها بإقامة علاقات، خاصة مع الحبيب  الغريبي التي كانت على علاقة معه أثناء شبابها. الحبيب هو من القلائل في القرية الذي لا يعمل بحارًا حيث يمتلك مقهى، وهو أرمل ودائمًا ما يعرض الزواج على سلمى لكنها ترفض حتى لا تواجه انتقاد أهل القرية وابنها وشقيقها. يحيى ابن الحبيب، على علاقة مع ابنة خاله كاترين (عائشة). هذه الأخيرة تُجبَر على الاندماج في المجتمع التونسي، حيث تبتعد عن والدتها الفرنسية وتعود مع والدها، جابر، الذي يقضي بعض الوقت في فرنسا بعد هجرته غير الشرعية بسبب وضعه الصعب  كبحار لدى الرّايس نور الدين وهو زوج شقيقة زوجته.
يعرض المسلسل أيضا تصرفات المسؤولين في النظام السابق واستغلال نفوذهم مثل العربي، المقرب من عائلة الطرابلسي وبن علي. كما يستغل عماد بن سالم، وهو أصيل القرية، نفوذه كموظف في وزارة الداخلية حيث يتدخل لأهل قريته في كثير من شؤونهم مثل لطفي ومنير، كما يستغل ذلك للتجسس على آمال، لصالح النظام.

## الشخصيات

### الشخصيات الرئيسية
- فتحي الهداوي: «نور الدين محمود» أو «الرّايس نور الدين» قبطان بإحدى قرى الساحل التونسي
- درصاف مملوك: «سلمى العوام» مدلكة في حمام وفندق بالقرية
- فتحي المسلماني: «الحبيب الغريبي» صاجب مقهى بالقرية
- لطفي العبدلي: «عماد بن سالم» موظف بوزارة الداخلية
- عاطف بن حسين: «العربي» رجل أعمال مقرب من عائلة الطرابلسي وبن علي
- جمال المداني: «جابر الساحلي» صهر الحبيب، بحار لدى الرّايس نور الدين وزوج شقيقة زوجته
- عفاف بن محمود: «نورة» ربة منزل، حبيبة العربي
- ليلى الشابي: «دليلة» زوجة جابر
- محمد السياري: «رشيد العوام» بحار، شقيق سلمى
- دليلة مفتاحي: «عفيفة العوام» زوجة رشيد
- وحيدة الدريدي: «خديجة» زوجة الرّايس نور الدين
- آمال البكوش: «منا» والدة دليلة وخديجة
- منيرة الزكراوي: «قمر» الابنة الكبرى للرّايس نور الدين وخديجة
- منال عمارة: «نزيهة» الزوجة الثانية للرّايس نور الدين، صديقة قمر
- محمد دغمان: «كمال» موظف لدى العربي
- أميرة الشبلي: «آمال» الابنة الخامسة للرّايس نور الدين وخديجة، طالبة جامعية
- عائشة بن أحمد: «نادية» الابنة السادسة للرّايس نور الدين وخديجة، طالبة جامعية
- قابيل السياري: «يحيى» نادل، ابن الحبيب
- عائشة الخياري: «كاترين» أو «عائشة» ابنة جابر، حبيبة يحيى وابنة خاله
- نادرة لملوم: «جميلة» الابنة الرابعة للرّايس نور الدين وخديجة
- مروان العريان: «أمين» مدلك، ابن جابر ودليلة
- نورهان بوزيان: «رفيقة» الابن الثانية للرّايس نور الدين وخديجة
- منال عبد القوي: «راضية» الابنة الثالثة للرّايس نور الدين وخديجة

### الشخصيات الثانوية
- توفيق العايب: «البحري» حارس ميناء القرية
- معز التومي: «منصف» بحار لدى الرّايس نور الدين، خطيب راضية
- محمد قريع: «حسين» أو «اللَص» بحار لدى الرّايس نور الدين، خطيب قمر
- حسام الساحلي: «لطفي» أحد سكان القرية، صديق عماد بن سالم
- محرز حسني: «منير» أحد سكان القرية، صديق عماد بن سالم
- بهرام علوي: «فاروق العوام» طبيب، ابن رشيد وعفيفة
- مارتين قفصي: «بريجيت» والدة عائشة (كاترين)، فرنسية الجنسية
- خالد حمام: «شاكر» بحار لدى الرّايس نور الدين، زوج جميلة
- منجية الطبوبي: «منوبية» والدة شاكر
- هاجر حشانة: «نجيبة» شقيقة شاكر
- الحبيب الزرافي: «توفيق» زوج نجيبة
- يوسف مارس: «عبد الغفار العوام» أو «غفار» بحار، ابن رشيد وعفيفة
- رائد الفرجاني: «صبري» ابن سلمى
- أحمد بن علي: «خالد» صديق غفار وصبري
- محمد الغزواني: «رابح» قهوجي عند الحبيب، والد خالد، شقيق لطفي
- مليكة الحبلاني: «سعاد» زوجة رابح، والدة خالد
- ناجية الورغي: «فتحية» والدة حسين اللَص
- مهى شطورو: «نجوى» مدلكة وصديقة سلمى، شقيقة نزيهة
- سوسن الببا: «فدوى» ابنة نجيبة وتوفيق
- مريم الخماسي: «هناء العوام» ابنة رشيد وعفيفة
- ليندا الضبايبي: «رانية» الابنة السابعة للرّايس نور الدين وخديجة

### ضيوف الشرف
- صلاح مصدق: «فتحي عمران» موظف بوزارة الداخلية
- علي بنور: «سليم بلغيث» محامي معارض للنظام، أستاذ آمال
- سنية السافي: «بسمة بلغيث» زوجة سليم
- زهير الرايس: «الناصر» مدير الفندق الذي تعمل فيه سلمى
- أحمد أمين بن سعد: «أيمن» طالب قانون معارض للنظام، زميل آمال
- رضا عزيز: «الطاهر» معتمد القرية
- عيسى حراث: «عبد الباقي» فلاح يتعرض للاحتيال من العربي
- محمد الداهش: «زهير» موظف بوزارة الداخلية
- حنان الشقراني: «فاتن» زوجة لطفي، حاملة للجنسية الفرنسية
- منير العرقي: «محمود» صديق العربي
- لطفي التركي: «حاتم» صديق العربي
- عادل ولهازي: «الزاهي» موظف لدى العربي
- محمد علي المداني: «رضا» موظف بوزارة الداخلية
- بوراوي الوحيشي: «منصور» صديق زهير، موظف بوزارة الداخلية

## فريق العمل
| العمل     | صاحب العمل       |
| --------- | ---------------- |
| الإنتاج   | قناة نسمة        |
| الغناء    | بلطي وسمير لوصيف |
| السيناريو | رفيقة بوجدي      |
| التنفيذ   | نجيب عياد        |
| الإخراج   | حمادي عرافة      |